# Jocs Plebeus

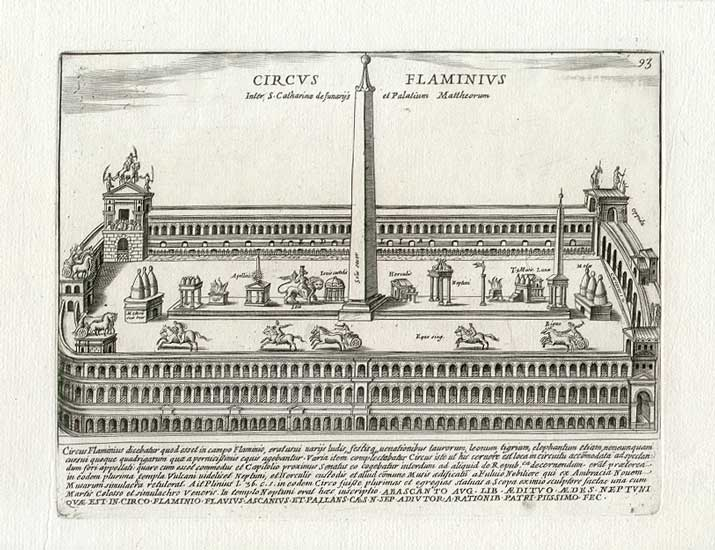
Dibuix idealitzat del circ Flamini el 1699. Segons alguns autors era on es feien els jocs plebeus, però segons altres això no és del tot cert.

Ludi plebeii o jocs plebeus foren uns jocs romans. Segons el Pseudo-Asconi es van instituir per commemorar la llibertat dels plebeus, potser després de la secessió de l'Aventí o del Mons Sacer. Se celebraven al mes de novembre i eren organitzats pels edils plebeus.

## Les dates
Segons el Pseudo-Asconi se celebraven el 16, 17 i 18 de novembre; però una inscripció que s'ha trobat contradiu aquest historiador recordant una ocasió que es van fer entre el 4 i el 17 de novembre. Probablement van començar durant un dia o dos, però amb el temps es van anar afegint dies fins que a la darreria de la República duraven catorze dies. Al segle iv havien perdut importància i al calendari de Filocaus només en duraven quatre: del 14 al 16 de novembre.

## L'establiment
Els Ludi Plebeii celebraven la llibertat política dels plebeus, però els historiadors antics difereixen en dir de quin alliberament es tractava: si es tractava de l'alliberament de la tirania de Tarquini i del període monàrquic o si era la celebració per assolir igualtat de drets amb els patricis, la classe social que va tenir l'exclusivitat d'accedir al govern durant els primers anys de la República. L'explicació per aquestes dues dates d'inici podria ser que els jocs plebeus ja se celebraven de forma informal entre els plebeus abans que fossin considerats una festa oficial marcada al calendari a partir del moment en què les lleis van permetre que els plebeus poguessin ocupar càrrecs de preeminència. Això explicaria que Ciceró escrivís que aquests eren els jocs romans (ludi) més antics i que, per altra banda Titus Livi no els esmenti en els deu primers llibres de la seva Història de Roma. Potser seria més acurat dir que els jocs plebeus es van establir per primera vegada com a festa pública el 220 BC. T.P. Wiseman ha suggerit que aquests jocs van ser creats per la plebs amb l'objectiu d'autoafirmar-se com a classe social en un temps anterior, potser al segle iv aC o v aC; la base per aquesta idea és que el procediment per portar a terme els ludi plebeii eren molt semblants a les dels ludi romani, expressió que feien servir els historiadors antics per referir-se als jocs pagats per l'estat o per membres de la classe patrícia per aconseguir vots.

## Emplaçament
Tampoc hi ha un acord sobre el lloc on se celebraven aquests jocs: Valeri Màxim indica que es feien al circ Flamini, però és contradit per altres fonts on es diu que se celebraven amb anterioritat. El Circ Flamini es va construir l'any 220 aC per un censor plebeu anomenat Gaius Flaminius Nepos, motiu pel qual alguns consideren aquesta data la inauguració d'aquests jocs com a festa oficial.

## Activitats
Generalment començaven amb representacions teatrals (ludi scaenici), Plaute va estrenar la seva comèdia Stichus als jocs plebeus de l'any 200 aC. Després es feia una desfilada amb els sacerdots al capdavant i els participants en altres tipus de jocs, que podien ser: proves atlètiques (certamen gymnicum) o lluites (pugna).
Els jocs van coincidir a partir de l'any 213 aC amb un àpat en honor de Júpiter (Epulum Iovis) el 13 de novembre. També Pau Orosi diu que aquests jocs es dedicaven a Júpiter. En un relat de Titus Livi es narra que l'any 216 els jocs plebeus es van haver de repetir tres vegades a causa d'un error ritual en la dedicatòria que va impedir el correcte desenvolupament.
Pel 14 de novembre es feien competicions dins del circ (ludi circenses), principalment curses de carros i aquest és el motiu pel qual alguns historiadors dubtin que tots els jocs plebeus es fessin al circ Flamini, ja que aquest lloc no tenia pista ni espai suficient per a fer curses de carros.